# Anton Joseph Hampel
Anton Joseph Hampel, noto anche con sotto le varianti di Hampl, Hampla e Humple (Praga, 1710 – Dresda, 30 marzo 1771), è stato un cornista, compositore inventore e insegnante tedesco.

## Biografia
Nel 1737 venne nominato secondo corno della Hofkapelle di Dresda, posizione che terrà fino al 1768 circa. Hampel contribuì allo sviluppo sia dello strumento che della sua tecnica, implementandovi alcune innovazioni che furono ampiamente imitate. Egli incrementò l'estensione del corno verso il basso e sviluppò i bassi e i medi registri.
Ad Hampel è generalmente accreditato lo sviluppo della tecnica dello stoppato, sviluppata presumibilmente tra il 1750 e il 1760, la quale permetteva al corno naturale di eseguire tutta la scala cromatica. Questa fu una delle maggior invenzioni nella storia del corno, paragonabile al concepimento della prima valvola nel 1817 da parte di Heinrich Stölzel. Lo stoppato fu in seguito perfezionato dal suo più famoso allievo, Giovanni Punto, il quale studiò con Hampel intorno al 1733-4 e in seguito pubblicò a Parigi il metodo del maestro sotto il titolo Seule et vraie méthode pour apprendre facilement les élémens des premier et second cors … composée par Hampl et perfectionée par Punto.
Hampel compose diversi lavori per corno, tra i quali una raccolta di trii per corni e due concerti per due corni in re maggiore (ormai andati perduti). Inoltre potrebbe aver scritti dei duetti e trii, pubblicati a Londra nel 1762 circa sotto il nome anglecizzato di "Mr. Humple".
Della sua famiglia si ricorda il figlio Johann Michael Hampel, il quale seguì le orme del padre diventando anch'egli cornista.